# Perepelkin (cráter)

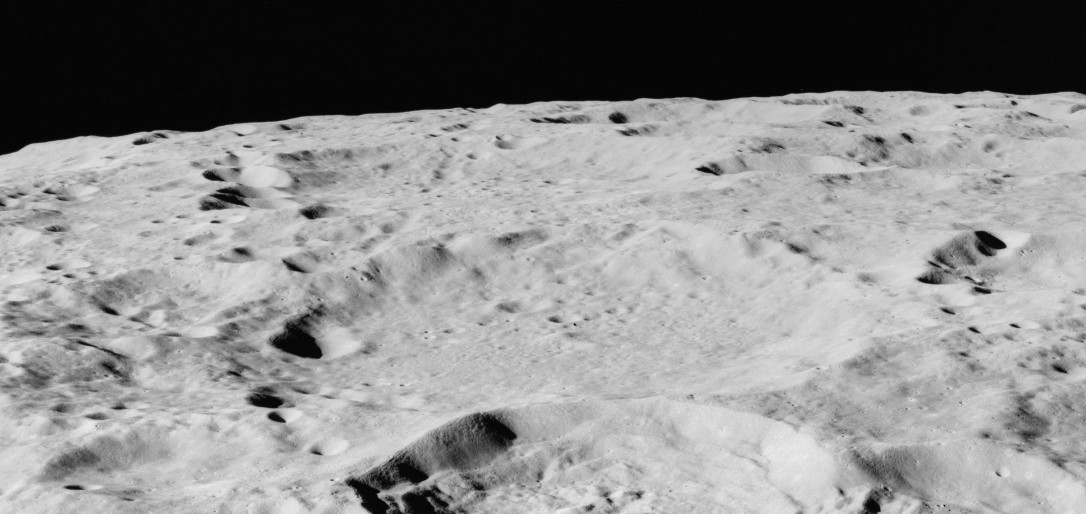
Fotografía de la misión Apolo 15

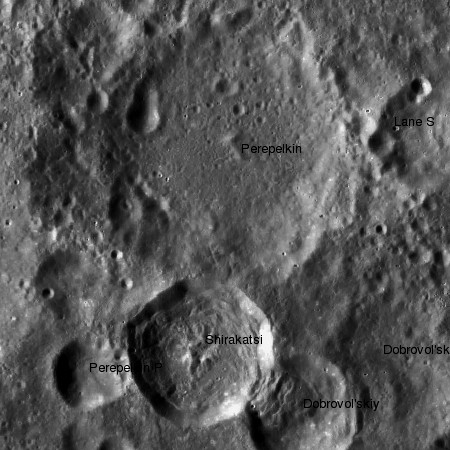
Fotografía de la misión Lunar Reconnaissance Orbiter

Perepelkin es un cráter lunar creado por impacto que se localiza justo al sur de un cráter similar llamado Love. Cercano a su borde sur se encuentra el cráter de menor tamaño Shirakatsi. En dirección estenoreste se encuentra el cráter Lane, y en dirección oeste-suroeste los cráteres Danjon y D'Arsonval.
|  |

El borde de este cráter está relativamente erosionado y es similar en apariencia al del cráter Love. A lo largo de la pared occidental interior se vuelve un cráter periforme, probablemente por combinar dos impactos. A su vez hay una cadena corta de pequeños cráteres a lo largo de la pared interior del sudoeste.  El fondo está picado por impactos diminutos, pero está relativamente nivelado comparado con el terreno circundante. Presenta un pequeño pico central en el punto medio que tiene una extensión al sudeste.

## Cráteres satélite
Por convención estos elementos son identificados en los mapas lunares poniendo la letra en el lado del punto medio del cráter que está más cercano a Perepelkin.
|            | \| Perepelkin \| Coordenadas \| Diámetro \| \| ---------- \| ------------------------------- \| -------- \| \| P \| 12°24′S 127°18′E / -12.4, 127.3 \| 25 km \| |          |
| Perepelkin | Coordenadas | Diámetro |
| P          | 12°24′S 127°18′E / -12.4, 127.3 | 25 km    |